# Corte suprema

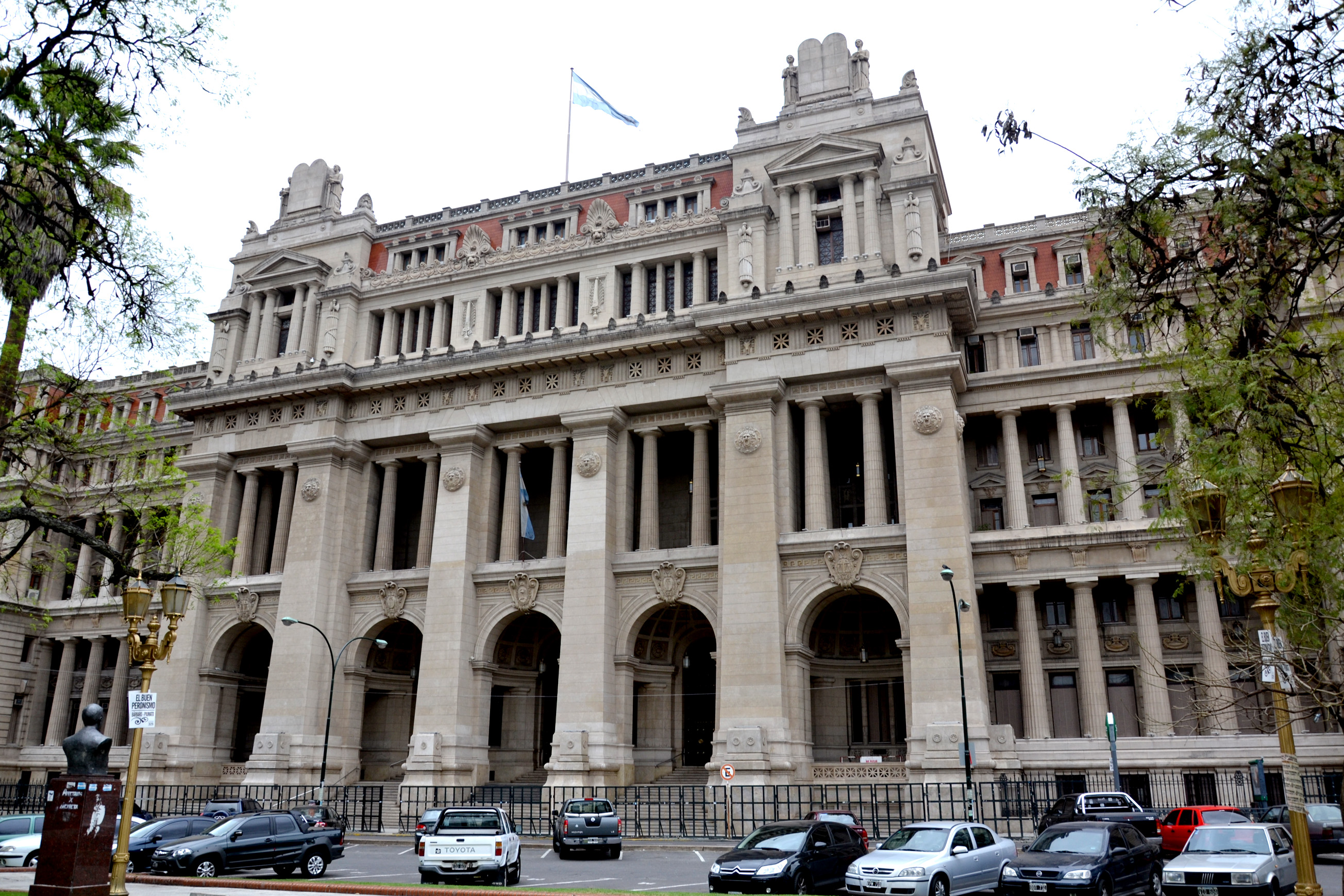
Palacio de la Corte Suprema Argentina. Argentina sigue el modelo estadounidense de unir la corte suprema y el control de constitucionalidad en un único órgano.

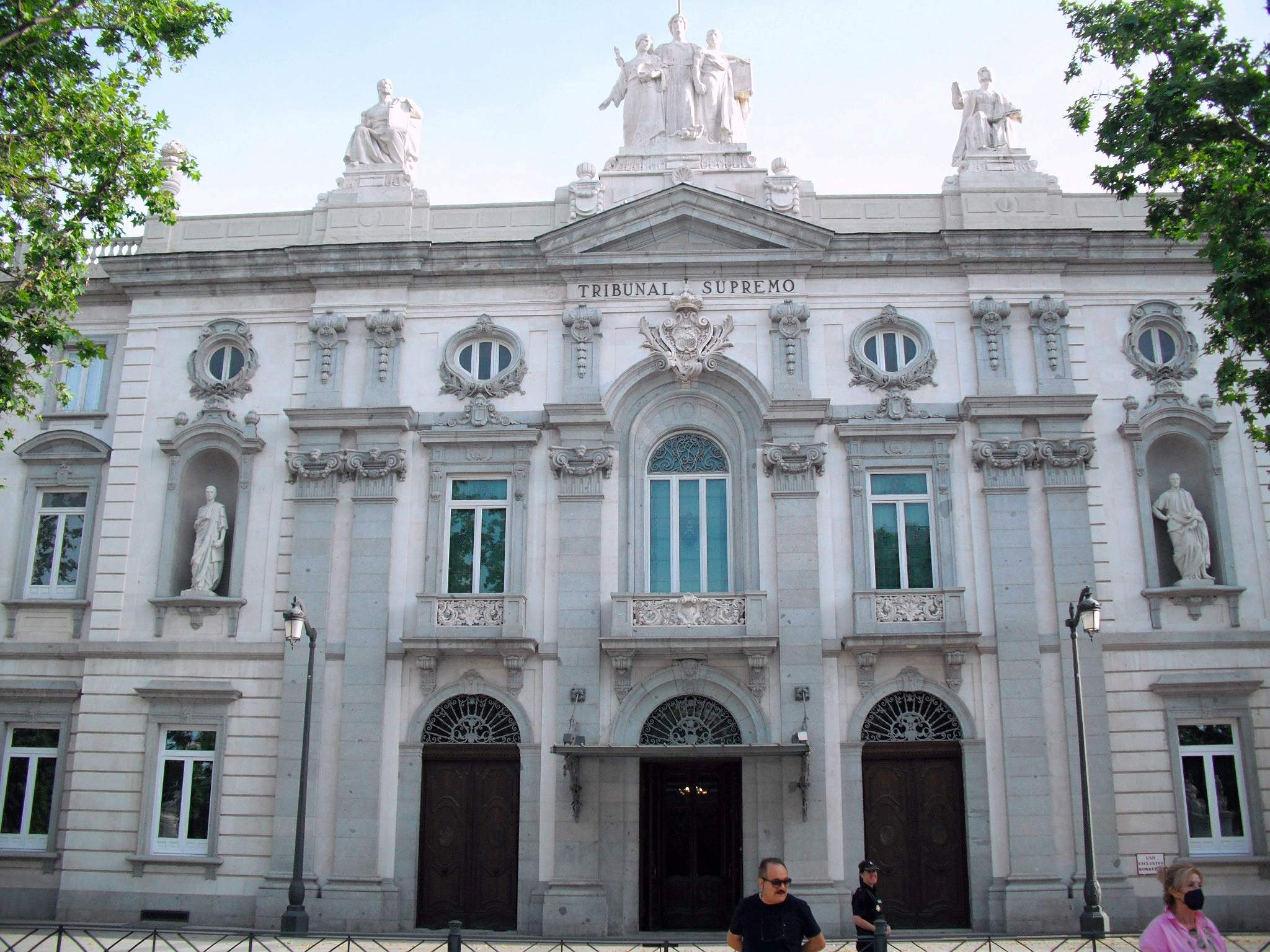
Edificio del Tribunal Supremo de España. España sigue el modelo austríaco de separar la corte suprema y el control constitucional, delegando esto último al Tribunal Constitucional.

Una corte suprema o tribunal supremo (también, por antonomasia, el Supremo) es aquel órgano que ejerce las funciones de un tribunal de última instancia del poder judicial, cuyas decisiones no pueden ser impugnadas, o las de un tribunal de casación. Sin embargo, algunos sistemas no utilizan el término supremo para designar a sus tribunales de más alta jerarquía, mientras que otros sistemas lo utilizan para nombrar a tribunales que no son superiores.
Algunos países siguen el modelo estadounidense de una corte suprema que interpreta la constitución y poseen el control de constitucionalidad de las leyes y otras normas de rango infralegal, mientras que otros siguen el modelo austríaco de establecer un órgano independiente (tribunal constitucional) separado del poder judicial. De todos modos, no es inusual, como en ciertos Estados iberoamericanos, que el control de la constitucionalidad se encuentre compartido entre el tribunal constitucional y la corte suprema.